# Les Enfants par la tête ou les Allemands se meurent
 (mars 2025).
Si vous disposez d'ouvrages ou d'articles de référence ou si vous connaissez des sites web de qualité traitant du thème abordé ici, merci de compléter l'article en donnant les références utiles à sa vérifiabilité et en les liant à la section « Notes et références ».
Les Enfants par la tête ou les Allemands se meurent (titre original : Kopfgeburten oder Die Deutschen sterben aus) est un ouvrage de Günter Grass paru en 1980. Le texte relève aussi bien de l'essai littéraire, du roman que du scénario.

## Genèse
En travaillant sur un scénario pour adapter Le Tambour au cinéma, Günter Grass s'est lié d'amitié au cours du projet avec le réalisateur Volker Schlöndorff. En 1979, Grass et sa femme ont réalisé un voyage en Asie avec le couple Schlöndorff. C'est à cette occasion qu'ils ont posé les premières bases d'un nouveau projet cinématographique qui étudiât les différences de développement entre les populations allemande et asiatique[réf. souhaitée].

## Résumé
Le livre réunit des écrits sur les expériences de Grass en Asie ainsi que des fragments fictionnels d'un film qui n'a jamais été réalisé. L'auteur propose dans le livre une réflexion serrée sur ses personnages, mais aussi, par le même pas, de lui-même.
Le fil narratif du projet de film se concentrait sur le voyage du couple de professeurs venus du nord de l'Allemagne Harm et Dörte Peters avec leur guide Sisyphe à travers différents pays asiatiques, notamment l'Inde, la Chine et l'Indonésie. Le problème principal du couple est de savoir s'ils souhaitent un enfant, pendant tout le voyage. Bien qu'ils en souhaiteraient tous les deux un, ils hésitent néanmoins à cause de leurs réflexions sur la situation politique des années 1970s (notamment à cause du problème du développement nucléaire dans leur région natale du Schleswig-Holstein. L'enfant ne cesse donc de naître dans leur tête (ce qui explique le titre Kopfgeburten, littéralement : nés de la tête), mais il ne viendra pas dans la réalité. En parallèle de cela est proposé une description de l'explosion démographique asiatique, des inégalités entre les pays dits du Nord et ceux dits du Sud et du rapport de Rome sur la croissance.
Outre le récit traitant de ce couple, Grass met en scène un narrateur à la première personne qui fournit plusieurs expériences de pensées sur l'avenir de l'Allemagne. Il pense ainsi différentes options radicales pour l'avenir, de la possibilité qu'il y ait d'un coup un milliard d'habitants en Allemagne, à celle que les Allemands décident soudainement de ne plus se reproduire et qu'ils meurent tous à 80 ans.
Les sujets de l'évolution démographique et de la peur d'une prétendue invasion migratoire sont ironiquement critiqués. Il y a de fait de nombreuses allusions à la politique contemporaine allemande, notamment aux élections du Bundestag de 1980 au cours desquelles Franz Josef Strauss était candidat de l'Union à la chancellerie.

## Éditions

### Première édition allemande
- Kopfgeburten oder Die Deutschen sterben aus. Luchterhand, Darmstadt, Neuwied, 1980 (ISBN 3-472-86520-2) (pendant neuf mois à la première place des meilleures ventes selon le Spiegel)

### Traductions françaises
- Günter Grass (trad. Jean Amsler), Les enfants par la tête ou les allemands se meurent, Éd. du Seuil, 1983  (ISBN 978-2-02-006405-7)